# Talbot-Darracq
Talbot-Darracq byl francouzský výrobce automobilů.

## Historie firmy
V roce 1919 převzala společnost Darracq ze Suresnes firmu Clement Talbot a do roku 1920 pro osobní automobily v ní vyrobené používala značku Talbot-Darracq. Závodní vozy z francouzské továrny ji užívaly až do roku 1930. Po sloučení s automobilkou Sunbeam (vznikla skupina STD, zkratka Sunbeam-Talbot-Darracq) v roce 1920 se společnost přejmenovala na Automobiles Talbot.

## Vozidla
Vyráběn byl model V8, poháněný osmiválcovým motorem do V o objemu 4595 cm³, poskytující výkon 60 koní. Jeden dochovaný vůz je od roku 2009 vystaven v Automobiles Classic et Collection de la Clayette v La Clayette.